# ناتان روبرتز
ناتان روبرتز (انگلیسی: Nathan Roberts (volleyball)؛ زادهٔ ۱۷ فوریهٔ ۱۹۸۶) یک بازیکن والیبال اهل استرالیا عضو سابق تیم ملی والیبال استرالیا است. ناتان از سال ۲۰۰۳ تا ۲۰۱۴ عضو تیم ملی استرالیا بود و در این مدت با استرالیا به مدال طلا جام ملت‌های آسیا ۲۰۰۷ رسید. او همچنین برای استرالیا در بازی‌های المپیک تابستانی ۲۰۱۲ به میدان رفت.

## باشگاه ها
- مؤسسه ورزشی استرالیا (۲۰۰۲–۲۰۰۴)
- مارینلیست اودنسه (۲۰۰۵–۲۰۰۶)
- بایر ووپرتال (۲۰۰۶–۲۰۰۷)
- کاستلو دا مایا (۲۰۰۷–۲۰۰۸)
- آپولون کالاماریاس (۲۰۰۸–۲۰۰۹)
- پینتو (۲۰۰۹-۲۰۱۰)
- گلوبو سورا (۲۰۱۰-۲۰۱۱)
- راونا (۲۰۱۱-۲۰۱۲)
- الشباب (۲۰۱۲-۲۰۱۳)
- لوگانو (۲۰۱۳-۲۰۱۴)
- لیوبلیانا (۲۰۱۴-۲۰۱۵)